# Toss It Up
Toss It Up – singel amerykańskiego rapera 2Paca promujący album pt. The Don Killuminati: The 7 Day Theory. Album jak i singel zostały wydane pod nowym pseudonimem Makaveli. W drugim wersie utworu Tupac podsumowuje, inaczej dissuje Dr. Dre.

## Lista utworów
1. „Toss It Up” (Radio Edit) (4:53)
2. „Toss It Up” (Video Version)	(4:52)
3. „Toss It Up” (Album Version)	(4:52)

## Certyfikaty i sprzedaż
| Kraj                 | Certyfikat  | Sprzedaż |
| -------------------- | ----------- | -------- |
| Nowa Zelandia (RMNZ) | złota płyta | 5 000+   |